# Jann Mardenborough
Jann Mardenborough (Darlington, Reino Unido, 9 de septiembre de 1991) es un piloto de automovilismo británico. En 2011, derrotó a 90 000 competidores para convertirse en el tercer y más joven ganador de la GT Academy, una competición del videojuego Gran Turismo. Nunca antes había participado en los deportes de motor, y la mayor parte de su experiencia provenía de las carreras de simulación. Debutó con Nissan en las 24 Horas de Dubái, y participó en la GP3 Series, GP2 Series y en el Campeonato Europeo de Fórmula 3 de la FIA entre otros campeonatos. Hizo su debut en las 24 Horas de Le Mans en 2013, donde fue tercero en la clase LMP2 con Michael Krumm y el español Lucas Ordoñez, vencedor de la primera edición de GT Academy.
En el Campeonato Mundial de Resistencia de la FIA de 2015, corrió también para Nissan, aunque el equipo abandonó después de solo una carrera debido a un vehículo extremadamente mediocre. Desde entonces ha corrido en Japón, principalmente en los campeonatos de Super GT y Super Fórmula Japonesa. En 2016, ganó una carrera y fue candidato al título en la clase GT300 de Super GT, mientras que también fue subcampeón en F3 Japonesa. En 2017, ascendió a la clase superior GT500, donde competiría hasta finales de 2020, logrando un único podio. En 2017 disputó su única temporada en Super Fórmula, donde logró una pole position. Más tarde fue dos temporadas piloto probador del equipo Nissan e.dams en Fórmula E.
En 2023, Mardenborough es interpretado por Archie Madekwe en la película de carreras Gran Turismo.

## Vida personal
Mardenborough, nacido en Darlington, es hijo del futbolista inglés Steve Mardenborough. Pasó la mayor parte de su infancia creciendo en Cardiff.

## Carrera deportiva

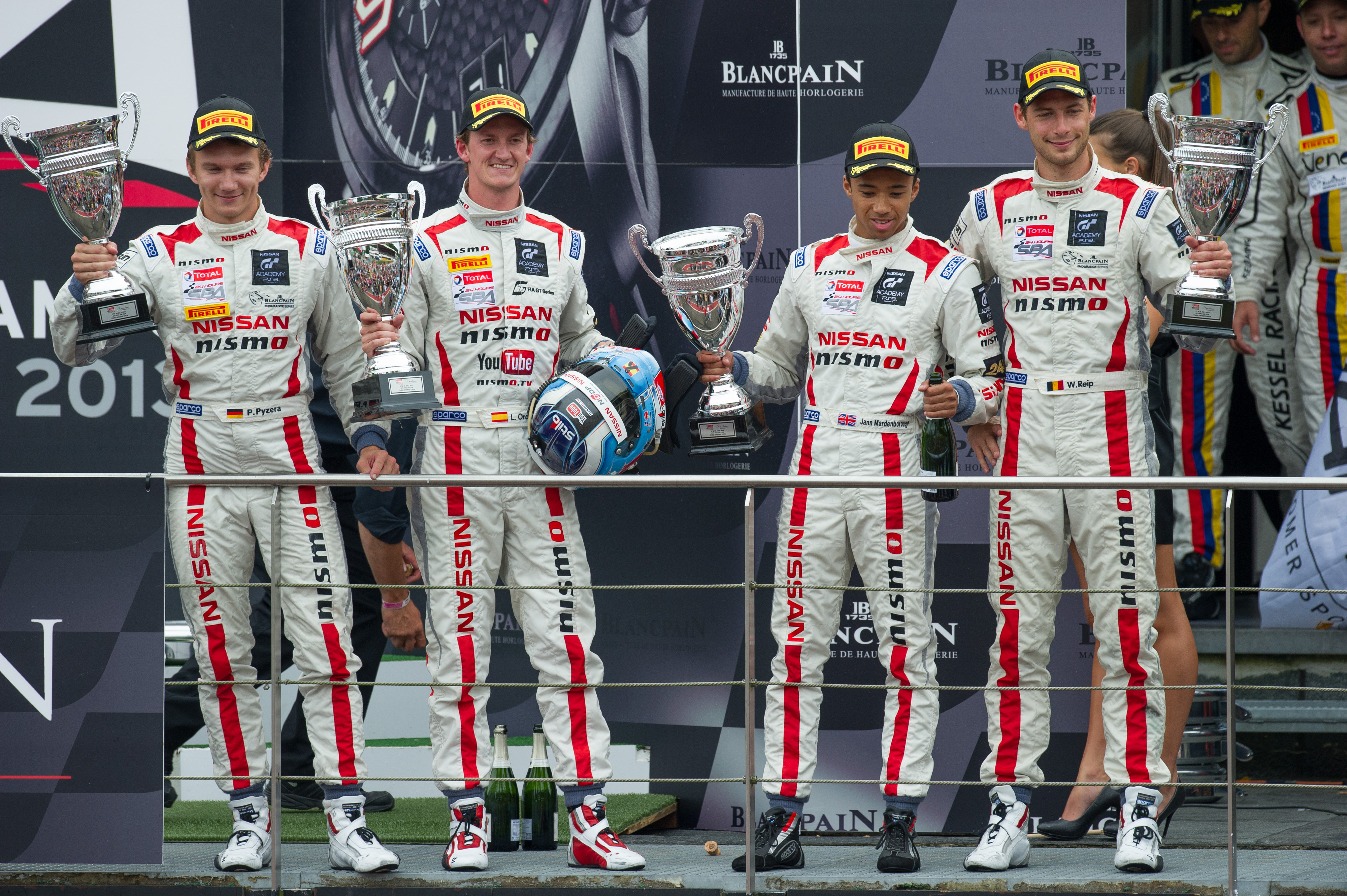
Peter Pyzera, Lucas Ordóñez, Jann Mardenborough y Wolfgang Reip en el podio tras las 24 Horas de Spa 2013.

El ascenso de Mardenborough es inusual porque hasta 2011, a la edad de 19 años, nunca había competido seriamente en el automovilismo.
En 2011 Mardenborough participó en la GT Academy; venció a otros 90 000 participantes y ganó la competición, y el premio por su victoria fue una conducción con Nissan en las 24 Horas de Dubái. Obtuvo el tercer lugar en su clase. En 2012, Mardenborough compitió en el Campeonato Británico de GT. Junto a Alex Buncombe ganó una carrera y finalizó la temporada en el sexto puesto del campeonato GT3. También participó en cuatro rondas de las Blancpain Endurance Series.

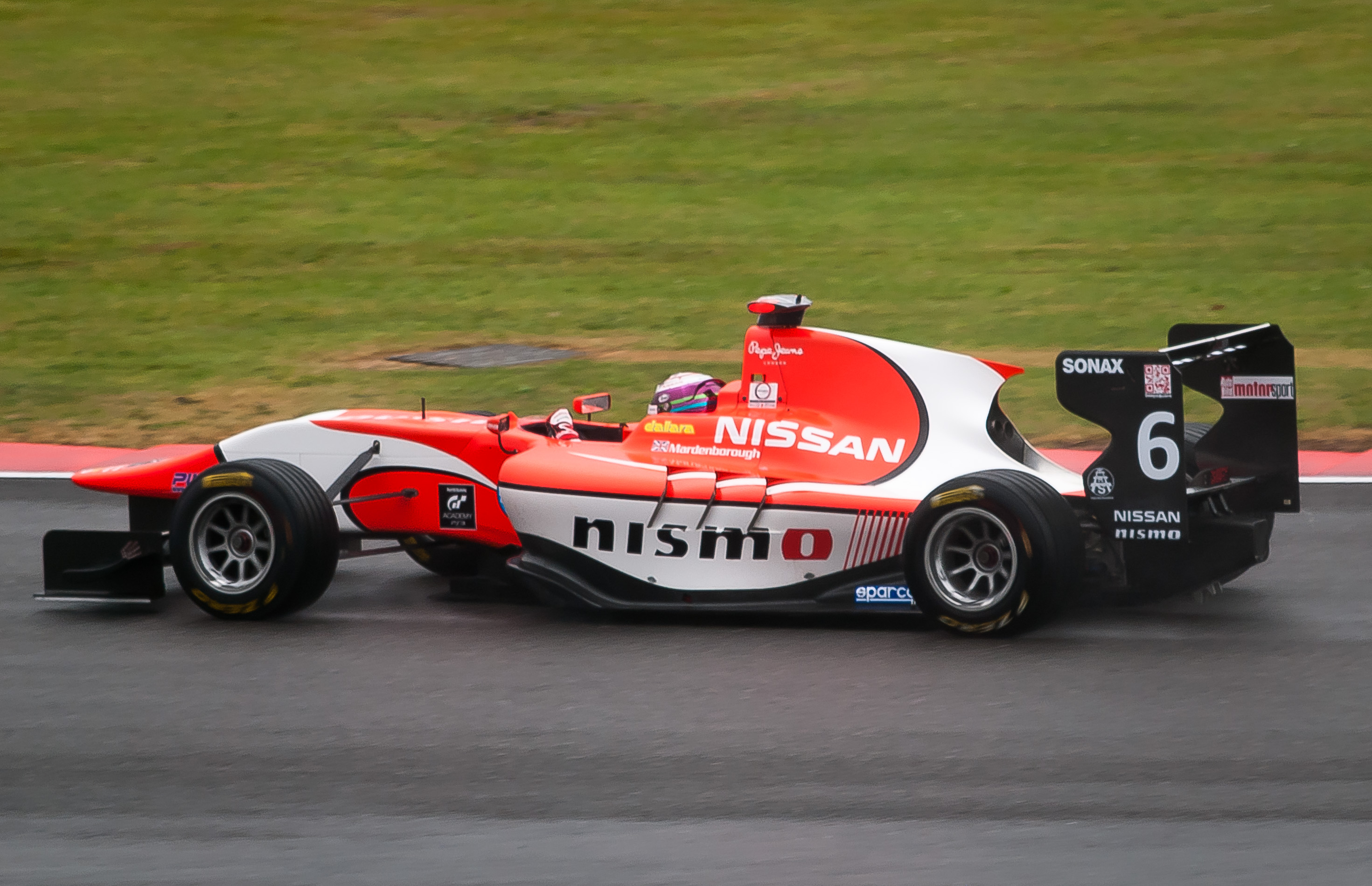
Mardenborough conduciendo para Arden International en la ronda de Silverstone de la temporada 2014 de la Serie GP3.

En 2013, Mardenborough cambió a carreras de fórmula. A principios de año, Mardenborough comenzó en la temporada 2013 de la Toyota Racing Series en Nueva Zelanda. Fue el debutante mejor colocado y terminó la temporada en el décimo lugar del campeonato. Después de eso, regresó a Europa y aseguró un asiento con Carlin Motorsport en la campaña de 2013 del Campeonato Europeo de Fórmula Tres de la FIA, así como en el Campeonato Británico de Fórmula 3. Después de una temporada en la F3, Mardenborough se unió a Arden International para competir en la temporada 2014 de la GP3 Series y también fue contratado por el programa de desarrollo de pilotos del Red Bull Junior Team. Ganó su primera carrera de GP3 en Alemania después de una pole position en la parrilla inversa en la carrera de velocidad y marcando la vuelta más rápida.
Durante el verano participó en las 24 Horas de Spa en un Nissan GT-R GT3 junto a Wolfgang Reip, Lucas Ordóñez y Peter Pyzera. Esta alineación completa de GT Academy obtuvo la tercera posición en la categoría ProAm y la séptima en general.
En el Festival de la Velocidad de Goodwood de 2014, Mardenborough marcó el tiempo más rápido de la historia de un superdeportivo en la famosa Colina de Goodwood mientras pilotaba el Nismo Nissan GT-R con el paquete opcional 'Time Attack'.
Mardenborough también continuó compitiendo en GP3 y se cambió a Carlin para la temporada 2015.
El 28 de marzo de 2015, su Nissan GT-R Nismo de clase GT3 tomó aire en la sección Flugplatz de Nürburgring Nordschleife. Dio una voltereta sobre la valla hacia los espectadores. Una persona murió, mientras que Mardenborough no resultó gravemente herido.
Los logros de Mardenborough y su creciente perfil global llevaron a Sports Pro Media a nombrarlo en el puesto 50 en su lista de 2015 de los 50 atletas más comercializables del mundo.
Desde 2017, Mardenborough compitió en la Super Fórmula Series en Japón con Toyota. De 2017 a 2018, Mardenborough compitió para el Team Impuls en Super GT. En el 2019, corrió para Kondō Racing.
El 10 de mayo de 2025, se subió por primera vez en un Fórmula 1 en el circuito de Hockenheim, lo hizo con un ISO-Marlboro IR del equipo Frank Williams Racing Cars de 1973 y 1974.

## Resumen de carrera
| Temporada | Categoría                                 | Equipo                           | Carreras | Victorias | Poles | VR | Podios | Puntos | Pos. |
| --------- | ----------------------------------------- | -------------------------------- | -------- | --------- | ----- | -- | ------ | ------ | ---- |
| 2011      | GT4 European Cup                          | RJN Motorsport                   | 1        | 0         | 0     | 0  | 0      | 0      | NC   |
| 2012      | British GT Championship                   | RJN Motorsport                   | 10       | 1         | 1     | 0  | 3      | 108.5  | 6.º  |
| 2012      | Blancpain Endurance Series - Pro-Am       | GT Academy Team RJN              | 4        | 0         | 0     | 0  | 0      |        |      |
| 2013      | FIA Formula 3 European Championship       | Carlin                           | 30       | 0         | 0     | 0  | 0      | 12     | 21.º |
| 2013      | British Formula 3 Championship            | Carlin                           | 12       | 0         | 0     | 0  | 1      | 85     | 6.º  |
| 2013      | Masters of Formula 3                      | Carlin                           | 1        | 0         | 0     | 0  | 0      | 0      | 13.º |
| 2013      | Toyota Racing Series                      | ETEC Motorsport                  | 15       | 0         | 0     | 0  | 0      | 491    | 10.º |
| 2013      | Blancpain Endurance Series - Pro-Am       | Nissan GT Academy Team RJN       | 2        | 0         | 0     | 0  | 1      | 30     | 14.º |
| 2013      | 24 Hours of Le Mans - LMP2                | Greaves Motorsport               | 1        | 0         | 0     | 0  | 1      | N/A    | 3.º  |
| 2014      | GP3 Series                                | Arden International              | 18       | 1         | 0     | 2  | 2      | 77     | 9.º  |
| 2014      | Toyota Racing Series                      | Giles Motorsport                 | 15       | 3         | 1     | 2  | 7      | 782    | 2.º  |
| 2014      | 24 Hours of Le Mans - LMP2                | OAK Racing                       | 1        | 0         | 0     | 0  | 0      | N/A    | 5.º  |
| 2014      | British GT Championship                   | Nissan GT Academy RJN Motorsport | 1        | 0         | 0     | 0  | 0      | 0      | 42.º |
| 2014      | United SportsCar Championship - Prototype | Muscle Milk Pickett Racing       | 1        | 0         | 0     | 0  | 0      | 19     | 64.º |
| 2015      | GP3 Series                                | Carlin                           | 14       | 0         | 0     | 0  | 2      | 58     | 9.º  |
| 2015      | GP2 Series                                | Carlin                           | 2        | 0         | 0     | 0  | 0      | 0      | 35.º |
| 2015      | Blancpain Endurance Series - Pro-Am       | Nissan GT Academy RJN Motorsport | 1        | 0         | 0     | 0  | 1      | 18     | 18.º |
| 2015      | FIA World Endurance Championship          | Nissan Motorsports               | 1        | 0         | 0     | 0  | 0      | 0      | 34.º |
| 2015      | 24 Hours of Le Mans                       | Nissan Motorsports               | 1        | 0         | 0     | 0  | 0      | N/A    | DNF  |
| 2016      | Super GT - GT300                          | NDDP Racing with B-MAX           | 8        | 1         | 0     | 1  | 2      | 52     | 4.º  |
| 2016      | Japanese Formula 3 Championship           | B-MAX Racing Team with NDDP      | 17       | 4         | 6     | 6  | 11     | 110    | 2.º  |
| 2016      | Macau Grand Prix                          | B-MAX Racing Team with NDDP      | 1        | 0         | 0     | 0  | 0      | N/A    | 20.º |
| 2017      | Super GT - GT500                          | Team Impul                       | 8        | 0         | 0     | 1  | 0      | 17     | 15.º |
| 2017      | Super Fórmula                             | Team Impul                       | 7        | 0         | 1     | 1  | 0      | 4.5    | 14.º |
| 2017      | Intercontinental GT Challenge             | Nissan Motorsport                | 1        | 0         | 0     | 0  | 0      | 6      | 13.º |
| 2018      | Super GT - GT500                          | Team Impul                       | 8        | 0         | 0     | 0  | 1      | 29     | 12.º |
| 2018      | Blancpain GT Series Endurance Cup         | GT SPORT MOTUL Team RJN          | 1        | 0         | 0     | 0  | 0      | 0      | NC   |
| 2019      | Super GT - GT500                          | Kondō Racing                     | 8        | 0         | 0     | 0  | 0      | 17     | 14.º |
| 2020      | Super GT - GT500                          | Kondō Racing                     | 8        | 0         | 0     | 0  | 0      | 4      | 19.º |
| 2023      | Super Taikyu - ST-X                       | HELM Motorsports                 | 1        | 0         | 1     | 0  | 0      | -      | -    |

‡ Clasificación de los equipos.

## Resultados

### Campeonato Británico de GT
(Clave) (negrita indica pole position) (cursiva indica vuelta rápida)

| Año  | Equipo                           | Automóvil             | Clase | 1       | 2        | 3       | 4       | 5       | 6     | 7         | 8       | 9       | 10       | Pos. | Puntos |
| ---- | -------------------------------- | --------------------- | ----- | ------- | -------- | ------- | ------- | ------- | ----- | --------- | ------- | ------- | -------- | ---- | ------ |
| 2012 | RJN Motorsport                   | Nissan GT-R Nismo GT3 | GT3   | OUL 1 5 | OUL 2 11 | NÜR 1 3 | NÜR 2 5 | ROC 1 5 | BRH 1 | SNE 1 Ret | SNE 2 3 | SIL 1 8 | DON 1 16 | 6.º  | 108.5  |
| 2014 | Nissan GT Academy RJN Motorsport | Nissan GT-R Nismo GT3 | GT3   | OUL 1   | OUL 2    | ROC     | SIL     | SNE 1   | SNE 2 | SPA 1     | SPA 2   | BRH 11  | DON      | 42.º | 0      |

### Campeonato Europeo de Fórmula 3 de la FIA
(Clave) (negrita indica pole position) (cursiva indica vuelta rápida)

| Año  | Equipo | Motor      | 1         | 2        | 3        | 4        | 5         | 6       | 7        | 8         | 9        | 10       | 11       | 12        | 13       | 14       | 15        | 16      | 17       | 18       | 19       | 20        | 21       | 22       | 23        | 24       | 25       | 26        | 27       | 28       | 29       | 30       | Pos. | Puntos |
| ---- | ------ | ---------- | --------- | -------- | -------- | -------- | --------- | ------- | -------- | --------- | -------- | -------- | -------- | --------- | -------- | -------- | --------- | ------- | -------- | -------- | -------- | --------- | -------- | -------- | --------- | -------- | -------- | --------- | -------- | -------- | -------- | -------- | ---- | ------ |
| 2013 | Carlin | Volkswagen | MNZ 1 Ret | MNZ 2 11 | MNZ 3 14 | SIL 1 16 | SIL 2 DNS | SIL 3 8 | HOC 1 16 | HOC 2 Ret | HOC 3 22 | BRH 1 13 | BRH 2 10 | BRH 3 Ret | RBR 1 13 | RBR 2 21 | RBR 3 Ret | NOR 1 7 | NOR 2 27 | NOR 3 12 | NÜR 1 15 | NÜR 2 Ret | NÜR 3 11 | ZAN 1 16 | ZAN 2 23† | ZAN 3 14 | VAL 1 18 | VAL 2 Ret | VAL 3 11 | HOC 1 16 | HOC 2 18 | HOC 3 11 | 21.º | 12     |

### 24 Horas de Le Mans
| Año  | Equipo             | Copilotos                        | Automóvil            | Clase | Vueltas | Pos. | Pos. Clase |
| ---- | ------------------ | -------------------------------- | -------------------- | ----- | ------- | ---- | ---------- |
| 2013 | Greaves Motorsport | Michael Krumm Lucas Ordóñez      | Zytek Z11SN-Nissan   | LMP2  | 327     | 9.º  | 3.º        |
| 2014 | OAK Racing         | Alex Brundle Marcos Shulzhitskiy | Ligier JS P2-Nissan  | LMP2  | 354     | 9.º  | 5.º        |
| 2015 | Nissan Motorsports | Olivier Plá Max Chilton          | Nissan GT-R LM Nismo | LMP1  | 234     | DNF  | DNF        |

### GP3 Series
(Clave) (negrita indica pole position) (cursiva indica vuelta rápida puntuable)

| Año  | Escudería           | 1   | 1   | 2   | 2   | 3   | 3   | 4   | 4   | 5   | 5   | 6   | 6   | 7   | 7   | 8   | 8   | 9   | 9   | Pos. | Puntos | Ref.   |
| ---- | ------------------- | --- | --- | --- | --- | --- | --- | --- | --- | --- | --- | --- | --- | --- | --- | --- | --- | --- | --- | ---- | ------ | ------ |
| 2014 | Arden International | BAR | BAR | SPI | SPI | SIL | SIL | HOC | HOC | BUD | BUD | SPA | SPA | MNZ | MNZ | SOC | SOC | YMC | YMC | 9.º  | 77     | [ 17 ] |
| 2014 | Arden International | 14  | 14  | 11  | Ret | 9   | 15  | 8   | 1   | 7   | 3   | 4   | 4   | 11  | Ret | 6   | 4   | 13  | Ret | 9.º  | 77     | [ 17 ] |
| 2015 | Carlin              | BAR | BAR | SPI | SPI | SIL | SIL | BUD | BUD | SPA | SPA | MNZ | MNZ | SOC | SOC | SAK | SAK | YMC | YMC | 9.º  | 58     | [ 18 ] |
| 2015 | Carlin              | 4   | 3   | 5   | 13  | 17  | 15  | Ret | 17  | Ret | 12  |     |     | 5   | 3   | 7   | Ret |     |     | 9.º  | 58     | [ 18 ] |

### WeatherTech SportsCar Championship
(Clave) (negrita indica pole position) (cursiva indica vuelta rápida)

| Año  | Equipo                     | Clase | Chasis   | Motor                  | 1   | 2      | 3   | 4   | 5   | 6   | 7   | 8   | 9   | 10   | 11  | Pos. | Puntos |
| ---- | -------------------------- | ----- | -------- | ---------------------- | --- | ------ | --- | --- | --- | --- | --- | --- | --- | ---- | --- | ---- | ------ |
| 2014 | Muscle Milk Pickett Racing | P     | Oreca 03 | Nissan VK45DE 4.5 L V8 | DAY | SEB 13 | LBH | LAG | DET | WGL | MOS | IMS | ROA | COTA | ATL | 51.º | 19     |

### Campeonato Mundial de Resistencia de la FIA
(Clave) (negrita indica pole position) (cursiva indica vuelta rápida)

| Año  | Equipo             | Clase | Chasis               | Motor                        | 1   | 2   | 3       | 4   | 5   | 6   | 7   | 8   | Pos. | Puntos |
| ---- | ------------------ | ----- | -------------------- | ---------------------------- | --- | --- | ------- | --- | --- | --- | --- | --- | ---- | ------ |
| 2015 | Nissan Motorsports | LMP1  | Nissan GT-R LM Nismo | Nissan VRX30A 3.0 L Turbo V6 | SIL | SPA | LMS Ret | NÜR | COA | FUJ | SHA | BHR | 34.º | 0      |

### GP2 Series
(Clave) (negrita indica pole position) (cursiva indica vuelta rápida puntuable)

| Año  | Escudería | 1   | 1   | 2   | 2   | 3   | 3   | 4   | 4   | 5   | 5   | 6   | 6   | 7   | 7   | 8   | 8   | 9   | 9   | 10  | 10  | 11  | 11  | Pos. | Puntos | Ref.   |
| ---- | --------- | --- | --- | --- | --- | --- | --- | --- | --- | --- | --- | --- | --- | --- | --- | --- | --- | --- | --- | --- | --- | --- | --- | ---- | ------ | ------ |
| 2015 | Carlin    | SAK | SAK | BAR | BAR | MON | MON | SPI | SPI | SIL | SIL | BUD | BUD | SPA | SPA | MNZ | MNZ | SOC | SOC | SAK | SAK | YMC | YMC | 35.º | 0      | [ 19 ] |
| 2015 | Carlin    |     |     |     |     |     |     |     |     |     |     |     |     |     |     | 19  | 20  |     |     |     |     |     |     | 35.º | 0      | [ 19 ] |

### Gran Premio de Macao
| Año  | Equipo            | Q  | QR | Pos. |
| ---- | ----------------- | -- | -- | ---- |
| 2016 | B-Max Racing Team | 25 | 20 | 20   |

### Super GT Japonés
(Clave) (negrita indica pole position) (cursiva indica vuelta rápida)

| Año  | Equipo       | Automóvil       | Clase | 1      | 2      | 3      | 4      | 5       | 6      | 7      | 8      | Pos. | Puntos |
| ---- | ------------ | --------------- | ----- | ------ | ------ | ------ | ------ | ------- | ------ | ------ | ------ | ---- | ------ |
| 2016 | NDDP Racing  | Nissan GT-R GT3 | GT300 | OKA 10 | FUJ 1  | SUG 5  | FUJ 6  | SUZ 10  | CHA 2  | MOT 13 | MOT 6  | 4.º  | 52     |
| 2017 | Impul        | Nissan GTR      | GT500 | OKA 8  | FUJ 14 | AUT 7  | SUG 11 | FUJ 5   | SUZ 11 | CHA 14 | MOT 7  | 15.º | 17     |
| 2018 | Impul        | Nissan GTR      | GT500 | OKA 14 | FUJ 6  | SUZ 4  | CHA 6  | FUJ 12  | SUG 3  | AUT 11 | MOT 11 | 12.º | 29     |
| 2019 | Kondō Racing | Nissan GTR      | GT500 | OKA 5‡ | FUJ 14 | SUZ 8  | CHA 4  | FUJ Ret | AUT 9  | SUG 15 | MOT 10 | 14.º | 17     |
| 2020 | Kondō Racing | Nissan GTR      | GT500 | FUJ 10 | FUJ 12 | SUZ 11 | MOT 13 | FUJ 14  | SUZ 8  | MOT 14 | FUJ 13 | 19.º | 4      |

‡ Medios puntos otorgados cuando se completó menos del 75% de la distancia de la carrera.

### Campeonato de Super Fórmula Japonesa
(Clave) (negrita indica pole position) (cursiva indica vuelta rápida)

| Año  | Equipo            | 1      | 2     | 3      | 4     | 5      | 6     | 7     | 8     | 9     | Pos. | Puntos |
| ---- | ----------------- | ------ | ----- | ------ | ----- | ------ | ----- | ----- | ----- | ----- | ---- | ------ |
| 2017 | Itochu Enex Impul | SUZ 18 | OKA 6 | OKA 17 | FUJ 8 | MOT 14 | AUT 8 | SUG 9 | SUZ C | SUZ C | 14.º | 4.5    |

## Cine y televisión
Mardenborough es interpretado por Archie Madekwe en la película de carreras Gran Turismo de 2023. Mardenborough se desempeña como coproductor, conductor de acrobacias y consultor de la película, que describe los primeros años de su carrera y vida personal, y dio permiso a los cineastas para incluir su accidente de terror de 2015 en Nürburgring Nordschleife, en el que murió una persona. Sintió que «habría sido un perjuicio para la audiencia que eso no estuviera allí».